# 原乙酸
原乙酸（或称为1,1,1-乙三醇）是一种假想化合物，分子式C
2H
6O
3，结构简式H3C-C(OH)3，是乙酸对应的原酸（一水合物）。
原乙酸被认为不可能分离，因为它很容易分解成乙酸和水，但可能在乙酸的水溶液中短暂存在。